# René-Louis Baron
Pour les articles homonymes, voir Baron.
 (juin 2017).
René-Louis Baron, né le 9 février 1944 à Romans-sur-Isère dans la Drôme et mort à Saint-Hilaire-les-Andrésis le 20 mai 2016, est un inventeur et auteur-compositeur-interprète français. Il débute à quatorze ans comme clarinettiste de jazz puis il entame un parcours de chanteur de scène en 1978.
À partir de 1980, parallèlement à son récital de poésies chantées, il fait largement appel à l'informatique pour enregistrer ses musiques de films, de scène et d'illustration musicale principalement pour la publicité, les grandes entreprises, les théâtres et les galeries d'art.
En 1989, l'autodidacte éclectique (au sens premier du terme) commence ses propres recherches en musique algorithmique et par là, en intelligence artificielle musicale. En 1998, Il dépose un premier brevet sur la composition musicale automatique et cohérente à l'Institut national de la propriété industrielle.

## Parcours artistique du compositeur

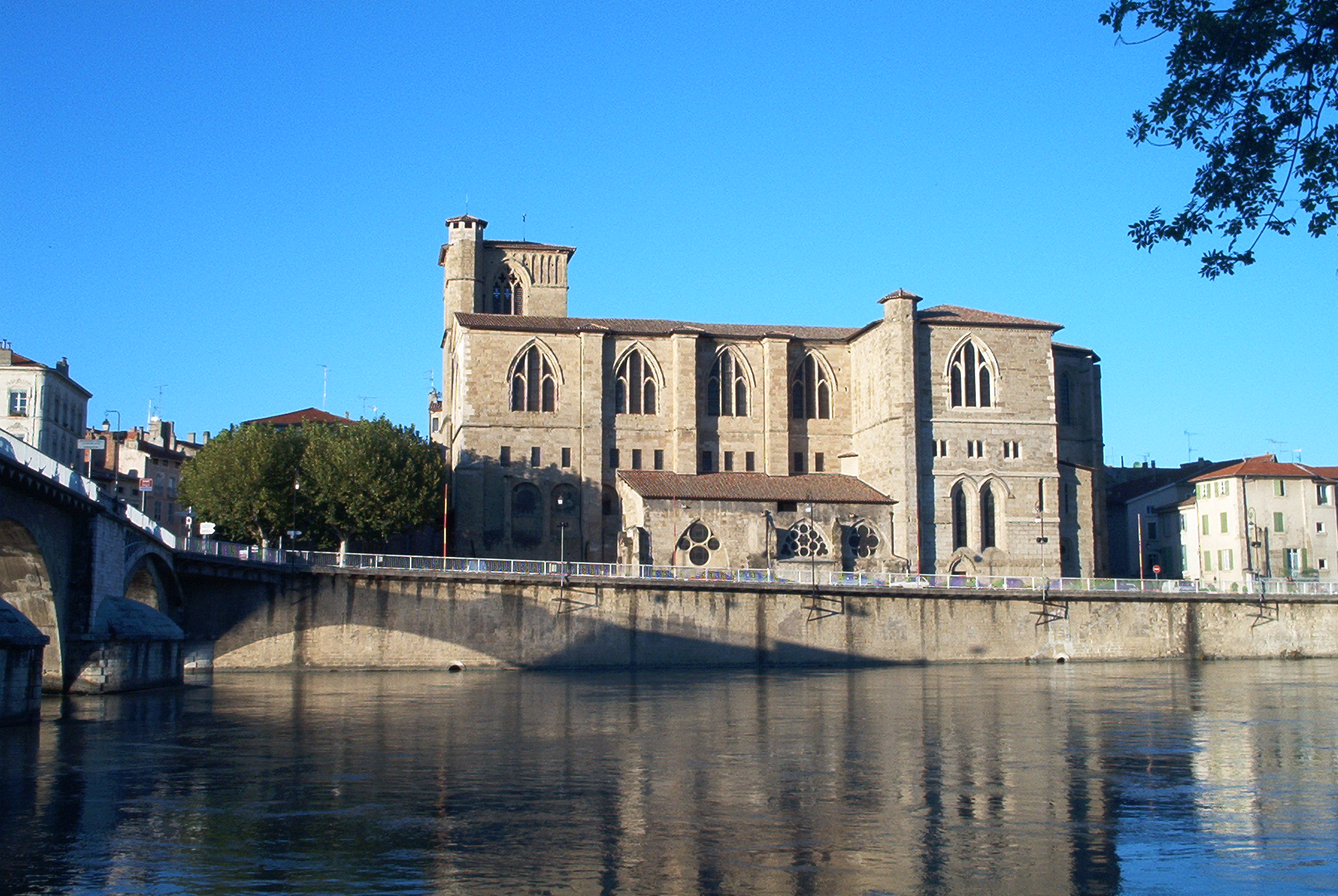
Collégiale Saint-Barnard à Romans-sur-Isère (Drôme).

Pendant ses études de clarinette au conservatoire de musique de sa ville natale dirigé par Charles Mayeux puis par Alexandre Siranossian, René-Louis Baron est attiré par le jazz. Il débute sur scène à l’âge de 14 ans dans un orchestre de style New-Orleans puis, de 1960 à 1974 et principalement dans le sud-est de la France, il interprète vocalement les chansons à la mode avec, successivement, les orchestres de danse de Jean Trial, Pol Malburet, Eddie Léo et Maurice de Thou de Lyon.
Il réussit ensuite le concours d'arrangeur à la SACEM, organisme dont il deviendra quelques années plus tard « sociétaire professionnel ».

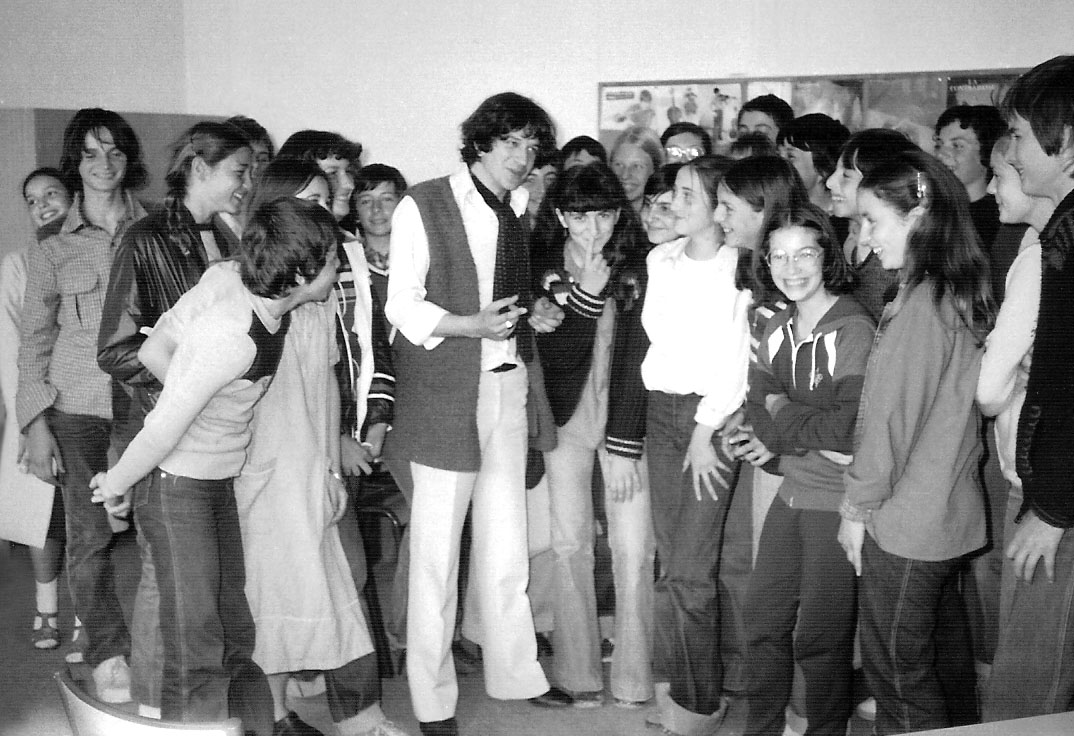
Cours de créativité au collège André-Malraux à Romans-sur-Isère (1979).

Installé dans la Drôme avec sa famille, il partage sa passion pour la créativité lors d'interventions dans plusieurs écoles ou lors de séminaires. Ainsi, ses élèves ou stagiaires découvrent entre autres Alex Osborn et l'efficacité du brainstorming ainsi que la portée de ces méthodes dans le domaine de la création artistique.
Sa période de compositeur-interprète et d'auteur commence réellement à Paris en 1978 avec la sortie de son premier album de poésie chantée : Baron chante Cousin et Dorigné.
Gabriel Cousin est poète et dramaturge. Il séduit Baron par sa forme d'écriture abrupte, par sa créativité métaphorique très personnelle (« Des voix de corsages rouges marchent en riant... »). Il a été publié par Gallimard en 1958 (L'Ordinaire Amour), aux éditions St Germain des Prés en 1980 (Au milieu du fleuve). En 1983, le Centre interdisciplinaire d'étude et de recherche sur l'expression contemporaine de l'université de Saint-Étienne écrit et publié l'ouvrage Gabriel Cousin – Dramaturge et poète contemporain.

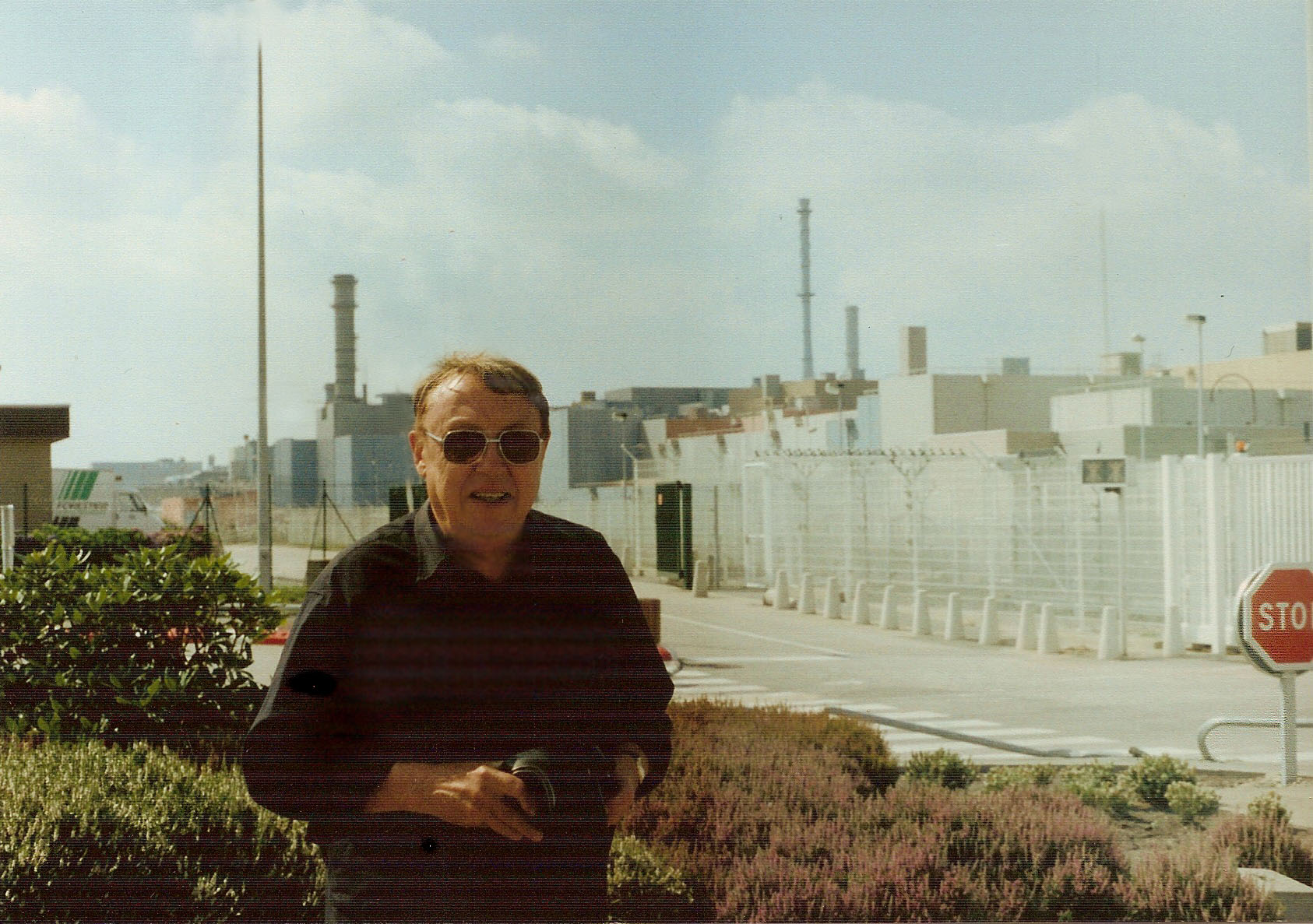
Michel Dorigné (2005), auteur de la chanson J'agonise.

Michel Dorigné est poète, dramaturge et musicologue. Ses œuvres poétiques constituent la majeure partie du récital de Baron. La diversité des thèmes abordés et la souplesse de son écriture notamment dans la chanson J'agonise (« Nous avons descendu nos Dieux de leur ciel... »), ses allégories astucieuses qui peuvent côtoyer un premier degré cinglant (« La stripteaseuse a trop bouffé... »), ont fortement inspiré le compositeur. Ils collaboreront étroitement jusqu'à la mort du poète en 2009.
En 1980, la galeriste Iris Clert crée le CARAT, « Centre d’animation et de recherche artistiques transcendantales » à Neuilly-sur-Seine, dernière manifestation de son inclination pour l’ironie et l’anticonformisme. Elle organise alors une exposition des toiles de Louise Barbu et diffuse en continu Bouchaâme, une fresque sonore (composée spécialement par Baron) qui offre un regard musical sur l'œuvre picturale de l'artiste exposée. Le compositeur récidivera avec un film sur le travail en direct de Ladislas Kijno puis avec celles du peintre et sculpteur serbe Milos Sobaïc, sur lequel Peter Handke a écrit un essai et dont Alain Jouffroy a réalisé une monographie (livre d'art présentant son œuvre et son parcours artistique).
Pendant sa période de chanteur de scène, de 1978 à 1989, les parrains de René-Louis Baron sont nombreux : Michel Grimaldi (ex-attaché de presse de Brigitte Bardot, Marcel Hauriac (poète du cirque), Jean Wiener, Jean Constantin, Jacques Bodoin, Jack Hammer (The Platters), Daniel Didier (journaliste à France Inter et André Blanc (producteur à TF1). Après un court passage au Petit Conservatoire de la chanson de Mireille, il se produit dans les cabarets, les cafés-théâtres, les centres culturels puis, accompagné par ses deux musiciens François Garompolo (basse) et Bernard Champion (percussions), il chante en s'accompagnant au piano devant deux mille personnes, en américaine de Michel Ypar à l'Olympia où il interprète une quinzaine de chansons de son répertoire.
En 1987, il est contacté par le parc d'attractions Mirapolis pour y créer un spectacle dans la salle Le Palais des Merveilles. Il s'inspirera des personnages créés par Yves Brunier, et des fables de Jean De La Fontaine pour composer le spectacle Partir a Point. Il composera toute la musique et enregistrera toutes les voix lui-même en une semaine. À noter que cet été-la, la météo était défavorable dans le parc d'attractions, et le spectacle fut vu par plus de spectateurs que la comédie musicale Les Misérables de Robert Hossein.[réf. nécessaire]

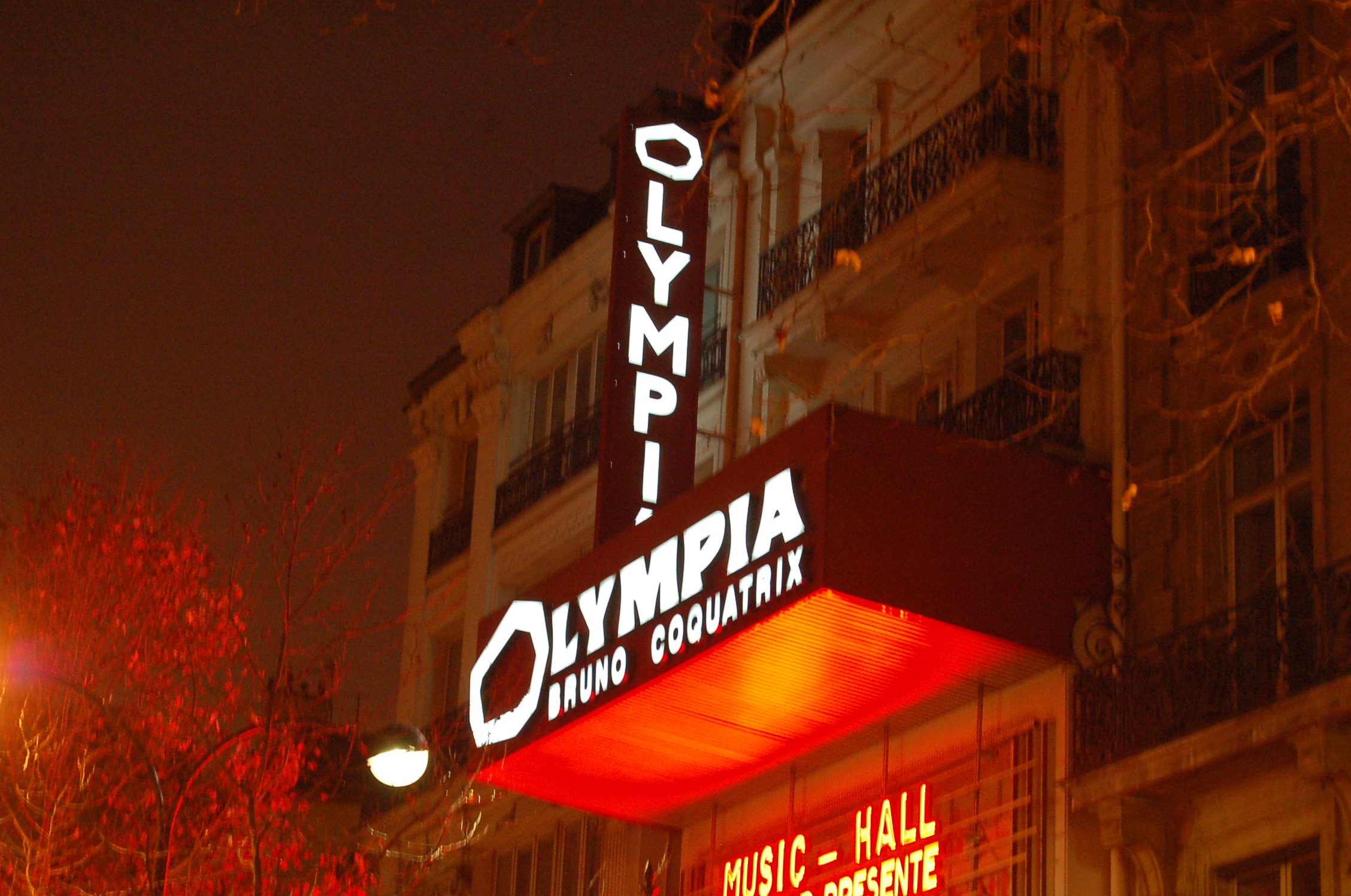
Salle de spectacle : Olympia de Paris (France).

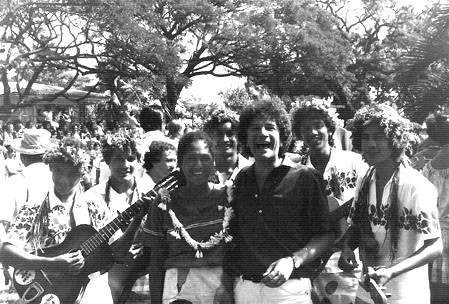
Au cours de la tournée du récital de René-Louis Baron à Tahiti Nui (Polynésie française) en 1984.

En 1989, il revient à l'Olympia avec de nombreux artistes dont Michel Legrand, la Chorale Populaire de Paris, pour le gala présenté par Jean-Louis Foulquier de France-Inter et organisé au profit des sinistrés du tremblement de terre arménien de 1988. Il collabore ensuite avec Claude Carrère et Gaya Bécaud (fils de Gilbert Bécaud) sur un projet de disque commercial.
Israël Baker, « Concertmaster » (chef d'orchestre) de l'Orchestre de chambre de Los Angeles, est également « chef des pupitres de cordes » dans les plus grandes productions de films américains, pour exemple Yentl où il est alors dirigé par le compositeur de la musique de ce film : Michel Legrand. Après avoir entendu chanter Baron dans un restaurant de la rue de Berry, proche des Champs-Élysées, Baker lui propose de se produire chez lui à Hollywood dans un cabaret privé et fréquenté par les plus « grands » du cinéma puis il est engagé par James Salmon (devenu ensuite ministre du Gouvernement de Polynésie française) et par le grenoblois Alain Deviègre directeur de théâtre à l'OTAC (Office Territorial d'Action Culturelle), pour une quinzaine de récitals à Papeete (Tahiti).
Dès 1980, et pendant plus de dix années, grâce à l'avènement des synthétiseurs musicaux MIDI (Sequential Circuits, korg, Yamaha DX7, etc.), de l'ordinateur grand public Atari ST et du logiciel Cubase, il devient producteur indépendant et compositeur de plus de cent-cinquante musiques de films dont, sous le nom de René-Luis Baron en 1989, celle du long-métrage President's Target (The Stalker) avec les acteurs américains John Coleman et Martin Kove.
Il compose également pour des films publicitaires ou à diffusion interne pour les grandes entreprises grâce notamment aux réalisateurs Bernard Coulon et Thierry Régnier d'Eu (Aérospatiale, Camel, Marlboro, Dassault Aviation, Électricité de France, Gaz de France, Michelin, etc.) et d'autres à caractère culturel et pédagogique, dont Guernica et Picasso de Bertrand Borie, qui fut directeur de l'école de cinéma du « C.R.E.A.R. » au château de Montvillargenne à Gouvieux près de Chantilly.

## Parcours de l'inventeur
En 1989, à l’âge de 45 ans et parallèlement à ses activités artistiques, René-Louis Baron apprend la programmation informatique sur Atari ST et s'intéresse plus particulièrement à l'intelligence artificielle « artistique », discipline parfois incluse dans l'Art génératif. Ses premiers essais portent sur la création automatique de vitraux d'église, de synopsis de films pour enfin se fixer sur une recherche en musique algorithmique.
Ses travaux ne s'axent pas sur la musique expérimentale, domaine largement exploré par l'IRCAM, mais sur la génération automatique de mélodies dites « populaires », dont 'accompagnement musical de la mélodie doit être généré, pour chaque partie d'orchestre, en fonction des emplacements, des hauteurs et des longueurs des notes de la mélodie générée ainsi qu'en fonction des contraintes harmoniques, instrumentales, rythmiques et structurelles qu'impose le style musical désiré.
Ses recherches portent successivement sur la musique modale puis sur la musique tonale beaucoup plus complexe et enfin sur le contrepoint (plusieurs mélodies différentes jouées simultanément en toute cohérence, telles sont écrites les fugues de Jean-Sébastien Bach).
À partir de 1992, les sources de ses différents programmes informatiques commencent à faire l'objet de dépôts successifs de copyrights notamment à l'APP (Paris-Genève).
René-Louis Baron dépose en 1998 à l'INPI, en tant que personne physique, un premier brevet dénommé « Midal » puis « Medal ». Il s'agit d'un procédé et d'un dispositif permettant la composition musicale automatique et cohérente (sans aucune intervention humaine).
En 2000, afin de conclure un accord de concession de licence exclusive et mondiale (accompagnée d'un transfert de technologie) avec la société multinationale Thomson multimedia, l'inventeur se voit contraint de créer une société commerciale (familiale) : Medal SARL. La nouvelle société acquiert le brevet de Baron pour un euro symbolique. La personne morale peut désormais signer un contrat de licence avec la multinationale alors sous la présidence de l'ancien ministre Thierry Breton.
De 2001 à 2003, dans le cadre du transfert de la technologie et sous la direction de Paul-Louis Meunier, directeur de New Media Services-Europe, l'inventeur a collaboré deux années avec Laurent Cauvin du centre de recherche Thomson de Cesson-Sévigné (près de Rennes) ainsi qu'avec le centre de recherche Thomson d'Indianapolis aux États-Unis. La société Thomson a ensuite concédé plusieurs sous-licences d'exploitation du brevet Medal dont une à la société japonaise NEC Corporation sous le nom de Mithic, nom donné à l'invention par Thomson dans le domaine de la téléphonie mobile.

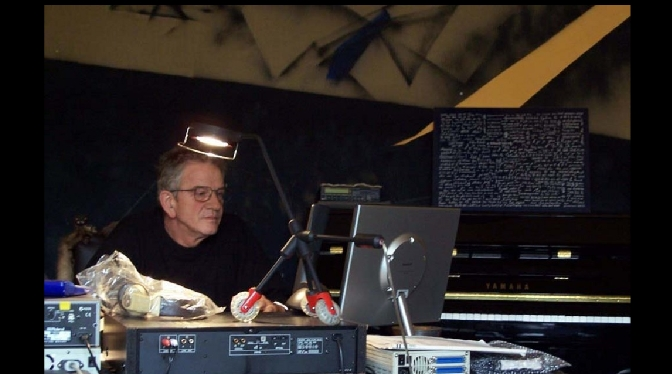
René-Louis Baron, inventeur de MEDALmusic sys. (2010).

2003 : L’État français vend ses dernières participations dans Thomson qui arrête alors toute activité dans le secteur « new media services » (télévision en 3D, musique automatique (Medalmusic), livre électronique, etc.).
En 2006, à l'issue de longues négociations, la société de l'inventeur (Medal SARL) se retrouve propriétaire de la vingtaine de brevets d'extension Medal « PCT ».
2007 : Sous l'impulsion et avec l'aide de Laurent Cauvin (ingénieur électronicien-informaticien ex-Thomson) et des trois fils de l'inventeur, Frédéric Baron (compositeur et administrateur de société), Stéphane Baron (décorateur) et Alexandre Baron (sculpteur et webmaster), la société Medal SARL entreprend les travaux de recherche et développement devant permettre la réalisation d'une nouvelle génération de puce musicale interactive grâce au procédé de l'invention.

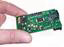
MEDALinside

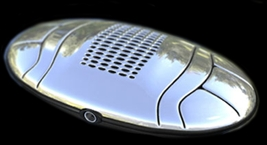
Le LodyOne, un instrument de musique « intelligent » (intelligence artificielle).

2008 : Medal-Composer est présentée dans le journal télévisé de France 3 Centre et les interrogations que suscite l'invention dans le domaine des droits d'auteurs, commence à intéresser les médias du net. L'invention vise de nombreux domaines d'applications dont le sport.
2009 : Une démarche de commercialisation mondiale de l'invention embarquée dans une puce musicale compositrice et interactive est opérée par une JEI sous la présidence du fils aîné de l'inventeur Frédéric Baron. Cette société bénéficie du soutien d'Oséo-Centre, du conseil régional du Centre, de la Chambre de commerce et d'industrie ainsi que du conseil général du Loiret.
2012 : produite par la société Techlody SAS dont René-Louis Baron est cofondateur, une première application ludique de l'invention MedalComposer est réalisée puis mise sur le marché en 2014. Il s'agit d'un nouvel instrument de musique dénommé « LodyOne ». La première version de l'instrument dispose de dix-huit playbacks de style Rock sur lesquels l'utilisateur, musicien ou non, va créer une mélodie monophonique ou un solo de guitare (Il devra cependant avoir un certain sens du rythme).
Après avoir lancé l'écoute du playback orchestre ou « PBO » choisi (principe du karaoké), l'utilisateur impose le rythme de sa propre mélodie. Il tape sur une touche de jeu et la machine génère en temps réel, une hauteur de note en harmonie avec l'orchestration.
De nombreuses fonctions sont accessibles à l'aide des autres touches de l'instrument.
Certaines fonctions permettent d'enrichir le jeu. Entre autres de le densifier, de l'orienter ou de générer des gimmicks binaires ou ternaires,.

## Auditorium: Musiques créées par la puce électronique «MedalComposer»
- « Piano romantique »
(Robot MedalComposer)
- « Guitare sèche »
(Robot MedalComposer)
- « New York City (Classique) »
(Robot MedalComposer)
- « Fonction Multi-Morphing »
(Robot MedalComposer)

## Récompenses
En 1978, il est nommé Découverte TF1 avec la chanson Les Lilas de Ville d’Avray (un hommage à Boris Vian). Cette récompense lui permet d'être invité fréquemment sur cette chaîne, notamment par Jean-Louis Foulquier et de se produire chaque soir au cabaret « Le Don Camilo » avec Jack Hammer, ex-chanteur des Platters et auteur de Great Ball of Fire. L'auteur américain écrit alors la version anglaise d'une chanson de Baron : Cabot qu'il rebaptise Perfume. 

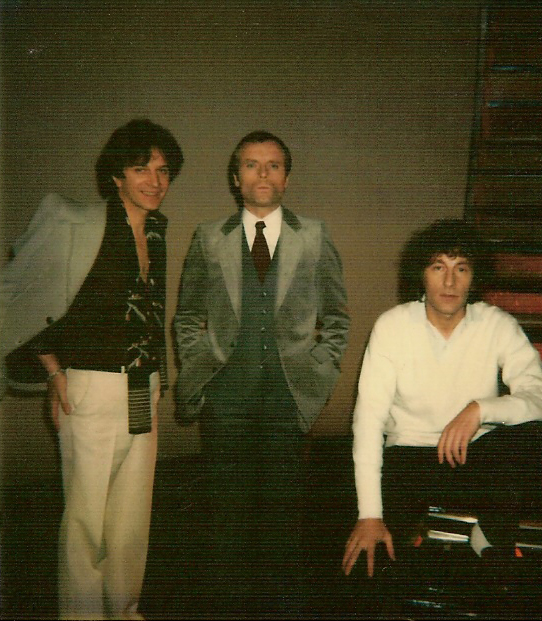
Pierre Douglas (au centre) présente René-Louis Baron et Alain Souchon (à droite) sur TF1 en 1979.

En 1980, au palais des sports de Paris, Robert Hossein met en scène l'œuvre de Victor Hugo : Les Misérables. En accord avec le compositeur de l'œuvre Claude-Michel Schönberg, il confie à René Baron alias René-Louis Baron, le rôle de Combeferre, étudiant révolutionnaire et confident de Marius.

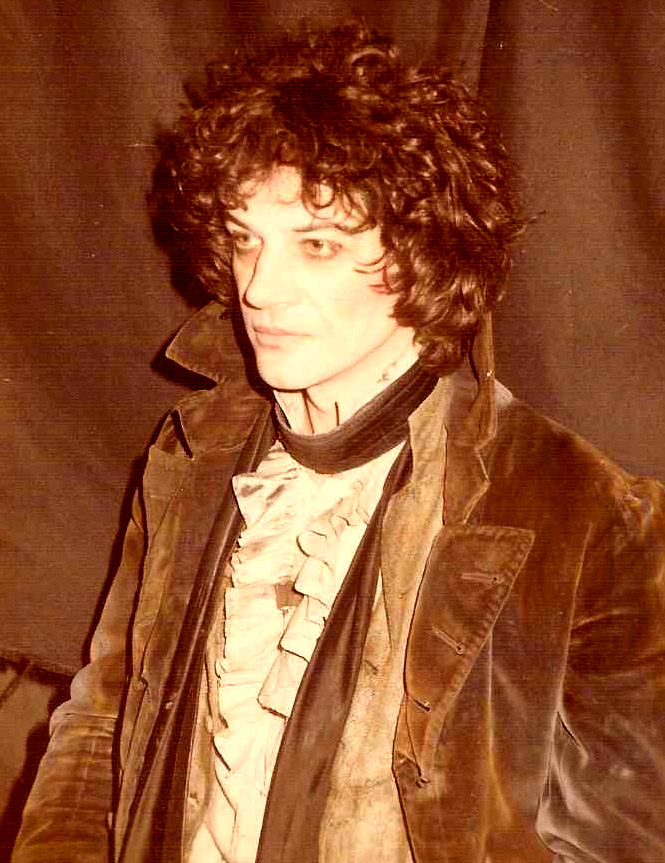
René-Louis Baron chante dans Les Misérables, spectacle mis en scène par Robert Hossein à Paris en 1980.

Toujours en 1980, grâce à la diffusion de sa chanson J'agonise dans l'émission de Macha Béranger (avec qui, il coécrira plus tard la musique du générique Allô Macha sur France Inter), il est choisi (après Alain Souchon et Anna Prucnal les années précédentes), à la suite d'une véritable enquête approfondie dirigée par Marcel Hauriac, pour recevoir à l'Olympia de Paris, des mains de madame Paulette Coquatrix, le Premier Prix à la Vocation Artistique du Club des Onze créé par Bruno Coquatrix. Ce prix est décerné par un jury regroupant Jean Wiéner, Jean Dréjac, Marcel Auriac, André Hornez, Nina Valente, Henri Kubnick et Georges Auric.
En 1982, le premier prix « Hexagone Vert FR3 » lui est décerné au Midem à Cannes pour Grenoble la Grise qu'il chante le soir même en première partie de soirée sur la chaine en direct du Palm Beach.
En 1983, invité par Harry Williams Verchuren, le fils d'André Verchuren (qu'il a connu lors de différents enregistrements réalisés dans son Studio-Son à Pantin), il est nommé Espoir Antenne 2 du Festival mondial de la Chanson française à Juan-les-Pins avec La Rue des Silences dont il est l'auteur-compositeur-interprète et arrangeur étant accompagné sur scène par une vingtaine de musiciens.